# 114 Kassandra
Kassandra /kəˈsændrə/ (định danh hành tinh vi hình: 114 Kassandra) là một tiểu hành tinh lớn và tối ở vành đai chính và cùng là tiểu hành tinh hiếm hoi thuộc tiểu hành tinh kiểu T. Ngày 23 tháng 7 năm 1871, nhà thiên văn học người Mỹ gốc Đức Christian H. F. Peters phát hiện tiểu hành tinh Kassandra khi ông thực hiện quan sát tại Đài quan sát Litchfield và đặt tên nó theo tên Cassandra, nữ tiên tri trong truyện chiến tranh thành Troia.
Tiểu hành tinh này đã được thể hiện trong phim Meteor năm 2009, trong đó nó bị một sao chổi làm cho tách ra thành 2 phần, và thấy đang trên đường va chạm với Trái Đất.